# Ferndorf (Austria)
Ferndorf – gmina w Austrii, w kraju związkowym Karyntia, w powiecie Villach-Land. Według Austriackiego Urzędu Statystycznego liczyła 2215 mieszkańców (1 stycznia 2015).

## Współpraca
Miejscowość partnerska:
- Ferndorf – dzielnica Kreuztal, Niemcy